# Richard Band
Richard Howard Band (n. 28 decembrie 1953, Los Angeles, California, SUA) este un compozitor american de muzică de film. A scris muzica la peste 140 de proiecte, inclusiv From Beyond, care a câștigat premiul pentru cea mai bună coloană sonoră originală la Festivalul de Film de la Sitges. A creat muzica filmului Exorcism at 60,000 Feet (2020) și Necropolis: Legion (2019).

## Viață și carieră
Band s-a născut în Los Angeles, California. Este fiul regizorului / producătorului Albert Band, fratele regizorului / distribuitorului Charles Band și unchiul muzicianului Alex Band.
Band a compus în mod regulat muzica pentru filme de groază și științifico-fantastice. Prima sa coloană de film notabilă a fost pentru Laserblast, pe care a compus-o împreună cu Joel Goldsmith.
Coloana sa sonoră pentru filmul Re-Animator regizat de Stuart Gordon a fost lăudată de revista Music From the Movies, care a spus: „Muzica lui Band este întunecată și directă, creând o atmosferă intensă și stranie, dar întotdeauna cu o notă plină de umor... Cu siguranță, Richard Band este, fără îndoială, unul dintre cei mai subestimați compozitori din industria cinematografică."
El a scris muzica pentru mai multe dintre filmele ulterioare ale lui Gordon, cum ar fi Hruba și pendulul și Castle Freak din 1995. A fost nominalizat la premiul Emmy pentru episodul „Dreams in the Witch House” al serialului lui Gordon, Master of Horrors.
Din 2000, Band a scris muzică pentru mai puține filme, cu toate că a compus pentru multe episoade de televiziune ale unor seriale ca Stargate SG-1, Walker, polițist texan. De asemenea, a scris muzica mai multor seriale de pe WB, cum ar fi Buffy, spaima vampirilor și Smallville.

## Lucrări
- The Deep Ones (2020)
- Blade the Iron Cross (2020)
- Exorcism at 60,000 Feet (2020)
- Bunker of Blood: Chapter 8: Butcher's Bake Off: Hell's Kitchen (2019)
- Necropolis: Legion (2019)
- Bull Mountain Lookout (2018) (short)
- Bunker of Blood: Chapter 6: Zombie Lust: Night Flesh (2018) (video)
- Bunker of Blood: Chapter 5: Psycho Sideshow: Demon Freaks (2018) (video)
- Mingua, o Gato Mau (2018) (video)
- Nightmare Cinema (segments "Dead", "Mirari") (2018)
- Puppet Master: The Littlest Reich (2018)
- Ravenwolf Tower (2016) (3 Episodes) Bad Mary, Secrets in the Walls, Bonds of Blood
- Ice Cream (2015)
- Trophy Heads (2014)
- Throwback (2014)
- Unlucky Charms (2013)
- Ooga Booga (2013)
- Puppet Master X: Axis Rising (2012)
- Shiver (2012)
- Eyes Only (2011)
- Evil Bong 3-D: The Wrath of Bong (2011)
- Puppet Master: Axis of Evil (2010)
- Last Remaining Light (2010)
- Angels (2009)
- Safe Haven: The Warsaw Zoo (2009)
- Fortune Teller (2008)
- The Raven (2007)
- Masters of Horror: The Washingtonians (2007)
- Nympha (2007)
- Masters of Horror: Valerie on the Stairs (2006)
- Masters of Horror: Dreams in the Witch-House (2005)
- Beyond Re-Animator (2003)
- Puppet Master: The Legacy (2003)
- The Silvergleam Whistle (2003)
- My Horrible Year (2001)
- Planescape: Torment (1999)
- Curse of the Puppet Master (1998)
- Stargate SG-1 (1998)
- Three (1998)
- Hideous! (1997)
- In The Doghouse (1998)
- Bugs (1996)
- Head of the Family (1996)
- Robo Warriors (1996)
- Shadow of the Knight (1996)
- Zarkorr! The Invader (1996)
- Castle Freak (1995)
- Dragonworld (1995)
- Magic Island (1995)
- Time Warrior: Planet of the Dino-Knights (1995)
- Time Warrior: Journey to the Magic Cavern (1995)
- Time Warrior: The Human Pets (1995)
- Time Warrior: Trapped on Toy World (1995)
- Castles (1994)
- Puppet Master 5: The Final Chapter (1994)
- Shrunken Heads (1994)
- Dollman vs. Demonic Toys (1993]
- Prehysteria! (1993)
- Puppet Master 4 (1993)
- Remote (1993)
- Demonic Toys (1992)
- Doctor Mordrid (1992)
- The Resurrected (1992)
- Seed People (1992)
- Trancers III (1992)
- Arena (1991)
- Trancers II (1991)
- The Pit and the Pendulum (1991)
- Puppet Master III: Toulon's Revenge (1991)
- Silent Night, Deadly Night 4: Initiation (1990)
- Bride of Re-Animator (1990)
- The Arrival (1990)
- Crash and Burn (1990)
- Puppet Master II (1990)
- Shadowzone (1990)
- The Caller (1989)
- Arena (1989)
- Puppet Master (1989)
- Prison (1988)
- Eliminators (1986)
- From Beyond (1986)
- Ghostwarrior (1986)
- TerrorVision (1986)
- Troll (1986)
- Zone Troopers (1986)
- The Dungeonmaster (1985)
- Ghoulies (1985)
- Re-Animator (1985)
- Mutant (1984)
- The House on Sorority Row (1983)
- Metalstorm: The Destruction of Jared-Syn (1983)
- Parasite (1982)
- Time Walker (1982)
- Dr. Heckyl and Mr. Hype (1980)
- The Day Time Ended (1980)
- Laserblast (1978)
- Auditions (1978)